# Hermann Saam
Hermann Saam (né le 7 mars 1910 à Neckarsulm et mort le 22 décembre 2005 à Bad Wildbad) est un diplomate et homme politique allemand (FDP/DVP).

## Biographie
Après avoir obtenu son diplôme d'études secondaires, Saam suit une formation dans l'administration publique et municipale de l'État populaire libre de Wurtemberg. Il entre ensuite dans le service diplomatique et travaille de 1934 à 1942 en tant que secrétaire du consulat aux ambassades allemandes à Lisbonne, Rio de Janeiro et Moscou. En outre, depuis 1939, il effectue des voyages de messagerie spéciaux au Japon, en Amérique du Nord, centrale et du Sud. De 1942 à 1945, il participe à la Seconde Guerre mondiale en tant que soldat et est déployé sur le front de l'Est et dans les Balkans. Il est récemment fait prisonnier par les États-Unis, dont il est libéré en août 1945.
Saam est nommé chef du bureau économique de l'arrondissement de Freudenstadt par le gouvernement militaire français en décembre 1945, qu'il supervise jusqu'en 1948. En octobre 1955, il retourne au service diplomatique. Jusqu'en 1958, il est consul resp. chargé d'affaires permanent de la République fédérale d'Allemagne à Accra (Ghana) et travaille comme consultant au département de la politique commerciale du ministère des Affaires étrangères depuis 1959. En 1960, il retourne en Allemagne pour des raisons de santé.

## Parti politique
Saam a rejoint le NSDAP en 1937 (numéro de membre 4 457 267).  Après la fin de la guerre, il rejoint le DVP, qui deviendra plus tard l'association de l'état du Bade-Wurtemberg du FDP. En tant que successeur de Wolfgang Haussmann, il est président du FDP/DVP du Bade-Wurtemberg de 1964 à 1967. Il sert également de 1966 à 1968 membre de l'exécutif national du Libéral.
Les documents relatifs à son travail pour le FDP se trouvent dans les archives du libéralisme de la Fondation Friedrich Naumann pour la liberté à Gummersbach.

## Parlementaire
Saam est membre du Landtag de Bade-Wurtemberg de 1952 à 1955 et de 1960 à 1964. Il est membre du Bundestag de 1965 à 1969. Il est élu via la liste d'État.

## Autres mandats
Saam est maire de Freudenstadt de 1948 à 1955 et joue pendant cette période un rôle majeur dans la reconstruction du centre-ville détruit. De 1960 à 1974, il est maire de Wildbad.

## Honneurs
- Commandeur de l'ordre du Mérite de la République fédérale d'Allemagne, 1954
- Citoyenneté d'honneur de la ville de Freudenstadt, 1955
- Stade Hermann Saam à Freudenstadt
- Citoyenneté d'honneur de la ville de Bad Wildbad, 1974
- Hermann-Saam-Halle (anciennement Bismarck-Halle) à Bad Wildbad, 2007